# Nephrolepis brownii
Nephrolepis brownii là một loài dương xỉ trong họ Nephrolepidaceae. Loài này được Desv. Hovenkamp & Miyam. mô tả khoa học đầu tiên năm 2005.